# Евергрин (Колорадо)
Евергрин (енгл. Evergreen) насељено је место без административног статуса у америчкој савезној држави Колорадо.

## Демографија
По попису из 2010. године број становника је 9.038, што је 178 (-1,9%) становника мање него 2000. године.
| Група             | 2000.         | 2010.         |
| Белци             | 8.833 (95,8%) | 8.476 (93,8%) |
| Афроамериканци    | 24 (0,3%)     | 19 (0,2%)     |
| Азијати           | 57 (0,6%)     | 75 (0,8%)     |
| Хиспаноамериканци | 192 (2,1%)    | 331 (3,7%)    |
| Укупно            | 9.216         | 9.038         |